# Verdun Collège Français
Verdun Collège Français byl kanadský juniorský klub ledního hokeje, který sídlil v Montréalu v provincii Québec. V letech 1991–1994 působil v juniorské soutěži Quebec Major Junior Hockey League. Založen byl v roce 1991 po přestěhování týmu Longueuil Collège Français do Montréalu. Své domácí zápasy odehrával v hale Verdun Auditorium s kapacitou 3 795 diváků. Klubové barvy byly modrá, červená a bílá.
Nejznámější hráči, kteří prošli týmem, byli např.: Joël Bouchard, Jean-Sébastien Giguère nebo Daniel Guérard.

## Úspěchy
- Vítěz QMJHL ( 1× )
  - 1991/92

## Přehled ligové účasti
Zdroj: 
- 1991–1994: Quebec Major Junior Hockey League (Lebelova divize)